# Reichenhaller Haus
Das Reichenhaller Haus (oft auch Staufenhaus genannt) ist eine Schutzhütte der Sektion Bad Reichenhall des DAV. Es liegt auf 1750 m ü. NHN in den Chiemgauer Alpen knapp unter dem Gipfel des Hochstaufen. Die während der Sommermonate bewirtschaftete Alpenvereinshütte ist ein wichtiger Stützpunkt für Bergtouren und Kletterrouten. Es ist die höchstgelegene Hütte in den Chiemgauer Alpen mit weiter Aussicht auf Salzburg, das Alpenvorland, die Salzkammergut-Berge und die Berchtesgadener Alpen. Ein besonderes Erlebnis ist der Sonnenuntergang hinter dem Chiemsee und der Sonnenaufgang über dem Salzkammergut.
Das Reichenhaller Haus steht unter Denkmalschutz und ist unter der Nummer D-1-72-114-346 in die Bayerische Denkmalliste eingetragen.

## Geschichte
Mitte des 17. Jahrhunderts wurde auf dem Staufen in Gipfelnähe Bergbau betrieben. Es ist anzunehmen, dass zumindest eine bescheidene Unterkunft existierte; bekannt ist darüber jedoch nichts.
Sicher ist, dass 1902 eine „bescheidene Unterstandshütte“ am Staufengipfel gebaut wurde. 1908 wurde dieser einfache Unterstand durch die Rodelhütte, die sich vorher am Lochbründl (Aufstieg zum Zwiesel) befand, ersetzt. Im Jahr darauf erhielt der damalige Wirt die Schankerlaubnis und im Jahr 1910 stand der nächste Umbau an: Wegen Schwierigkeiten mit dem Jagdherren der Staufennordseite musste die Hütte auf die Südseite versetzt werden, wobei zusätzlich acht Schlafplätze geschaffen wurden. Von 1914 bis 1918 blieb die Hütte geschlossen.
Von 1925 bis 1928 wurde die Hütte an anderem Platz neu aufgebaut, nachdem mehrere Einbrüche durch das Hüttendach großen Schaden anrichteten. Auch eine Telefonleitung wurde an die Hütte verlegt. Das Fresko „Die Stoanernen Jaga“ (Die Steinernen Jäger) im Gastraum schuf Franz Murr. Ein heftiges Erdbeben lockerte im Herbst 1928 die Gipfelfelsen, worauf im Jahr danach ein Felssturz den Rohbau der benachbarten Staufenkapelle schwer beschädigte. Trotzdem konnte die Kapelle im Juni 1929 eingeweiht werden.
1974 erhielt die Hütte bei einem Umbau ihre jetzige Gestalt. 1979 wurde die Regenwassersammelanlage von Grund auf erneuert. Die nicht ungefährliche Hüttenbeleuchtung mit Gas und Kerzen wurde 1989 durch eine Photovoltaikanlage überflüssig.

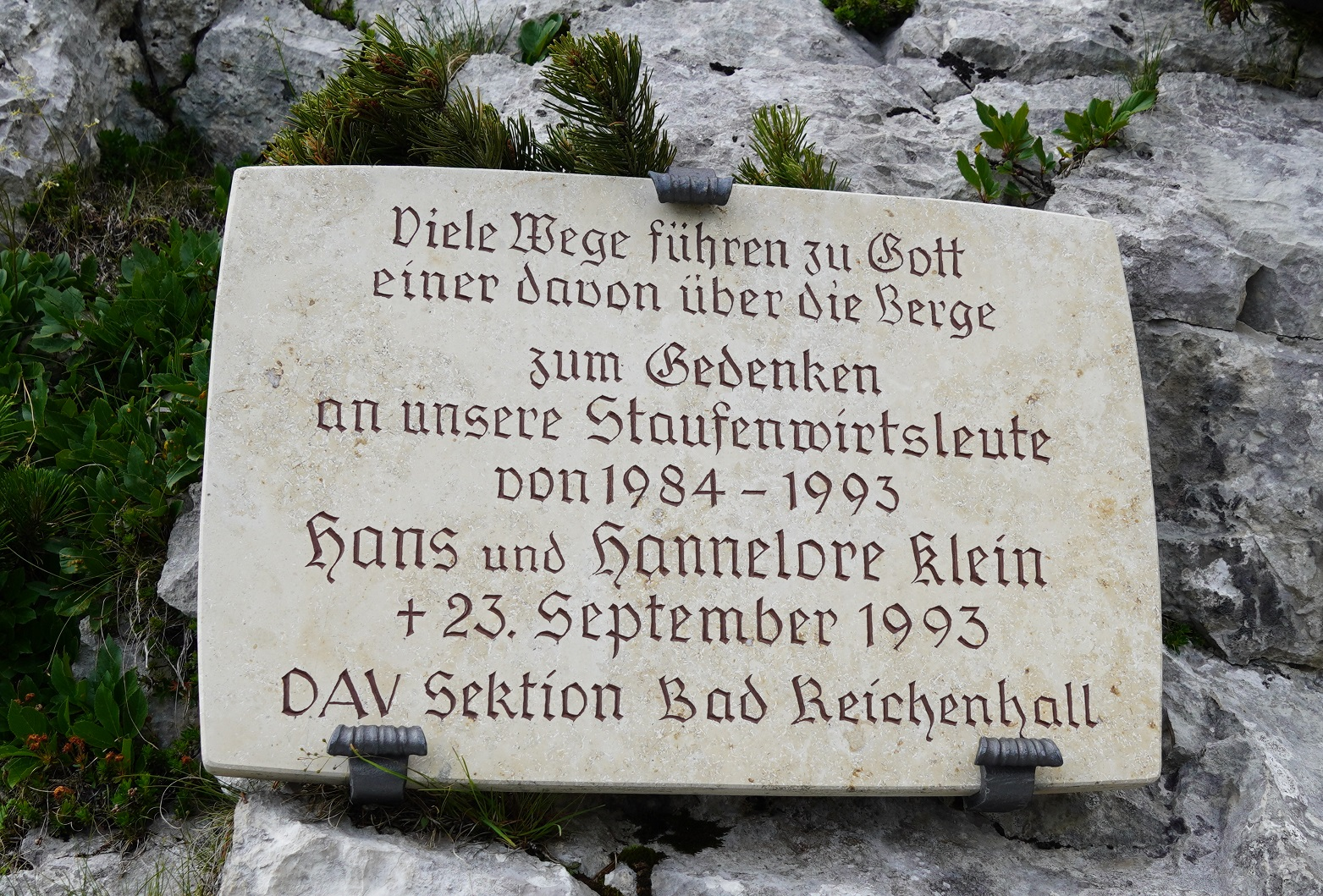
Gedenktafel Reichenhaller Haus

Am 23. September 1993 wurden die damaligen Wirtsleute Opfer eines Raubmordes.
Die Hütte wird durch Hubschrauber mit Getränke- und Konservenvorräten versorgt. Alle anderen Lebensmittel werden vom Hüttenwirt noch bis zu dreimal wöchentlich in einer traditionellen Holzkraxn über den mit Seilen gesicherten Nordanstieg zur Hütte getragen, da zur Hütte keine Materialseilbahn führt.

## Zugänge
- Von der Padinger Alm (670 m, Parkplatz) bei Bad Reichenhall über die Bartlmahd, mittel, Gehzeit: 3 Stunden
- Von der Padinger Alm (670 m, Parkplatz) bei Bad Reichenhall über die „Steinernen Jäger“ (Schwierigkeitsgrad I nach UIAA, teilweise gesichert), Gehzeit: 3 Stunden
- Vom Schloss Staufeneck (500 m, bei Piding) über den Fuderheuberg und die Steinernen Jäger, Gehzeit: 4 Stunden
- Von Aufham (550 m) bei Anger über die Steiner Alm und die Nordflanke, mittel, Gehzeit: 4 Stunden
- Vom Gasthaus Adlgaß (800 m, Parkplatz) bei Inzell über den Frillensee und die Nordflanke, mittel, Gehzeit: 4 Stunden
- Von Jochberg (850 m, Parkplatz) bei Schneizlreuth über Querweg und Bartlmahd, mittel, Gehzeit: 3,5 Stunden

## Übergänge
- Zwieselalm (1.390 m, privat) über Bartlmahd und Querweg, mittel, Gehzeit: 2 Stunden
- Zwieselalm über Mittelstaufen und Zennokopf, Schwierigkeitsgrad I nach UIAA, teilweise gesichert, Gehzeit: 3,5 Stunden

## Gipfelbesteigungen
- Hochstaufen (1772 m), mittel, Gehzeit: 5 Minuten
- Mittelstaufen (1657 m), mittel, teilweise gesichert, Gehzeit: 45 Minuten
- Gratübergang Mittelstaufen – Zennokopf – Zwiesel (1782 m), Schwierigkeitsgrad I nach UIAA, teilweise gesichert, Gehzeit: 3 Stunden
- Pidinger Klettersteig durch die Nordabstürze des Hochstaufens; (schwerer Klettersteig (C/D)), Kletterzeit: 3 Stunden